# Кобелякский городской совет
Кобелякский городской совет (укр. Кобеляцька міська рада) — входит в состав
Кобелякского района
Полтавской области
Украины.
Административный центр городского совета находится в 
г. Кобеляки
.

## Населённые пункты совета
- г. Кобеляки